# Masdevallia veitchiana
Masdevallia veitchiana är en orkidéart som beskrevs av Heinrich Gustav Reichenbach. Masdevallia veitchiana ingår i släktet Masdevallia och familjen orkidéer.
Artens utbredningsområde är Peru. Inga underarter finns listade i Catalogue of Life.

## Bildgalleri

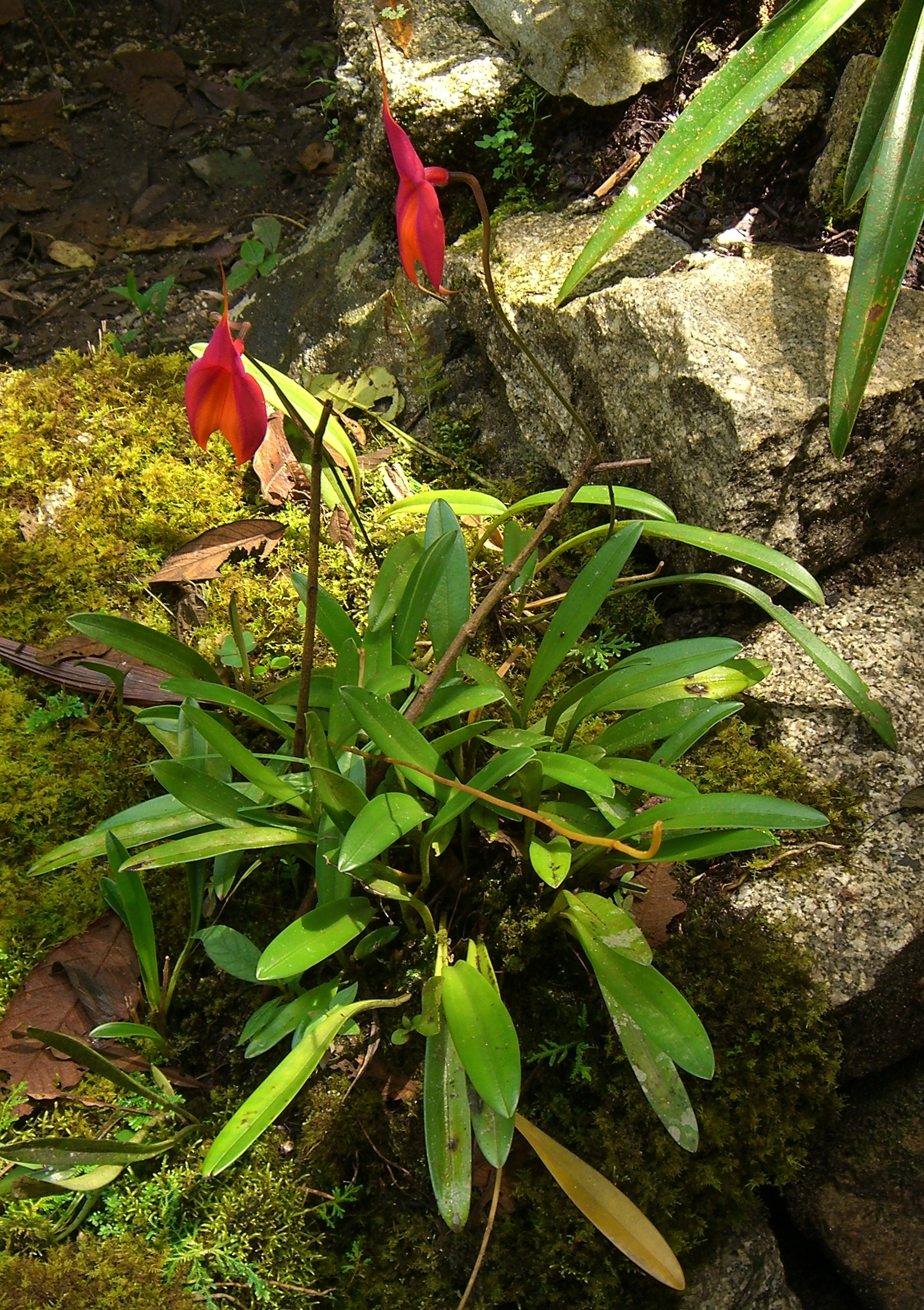
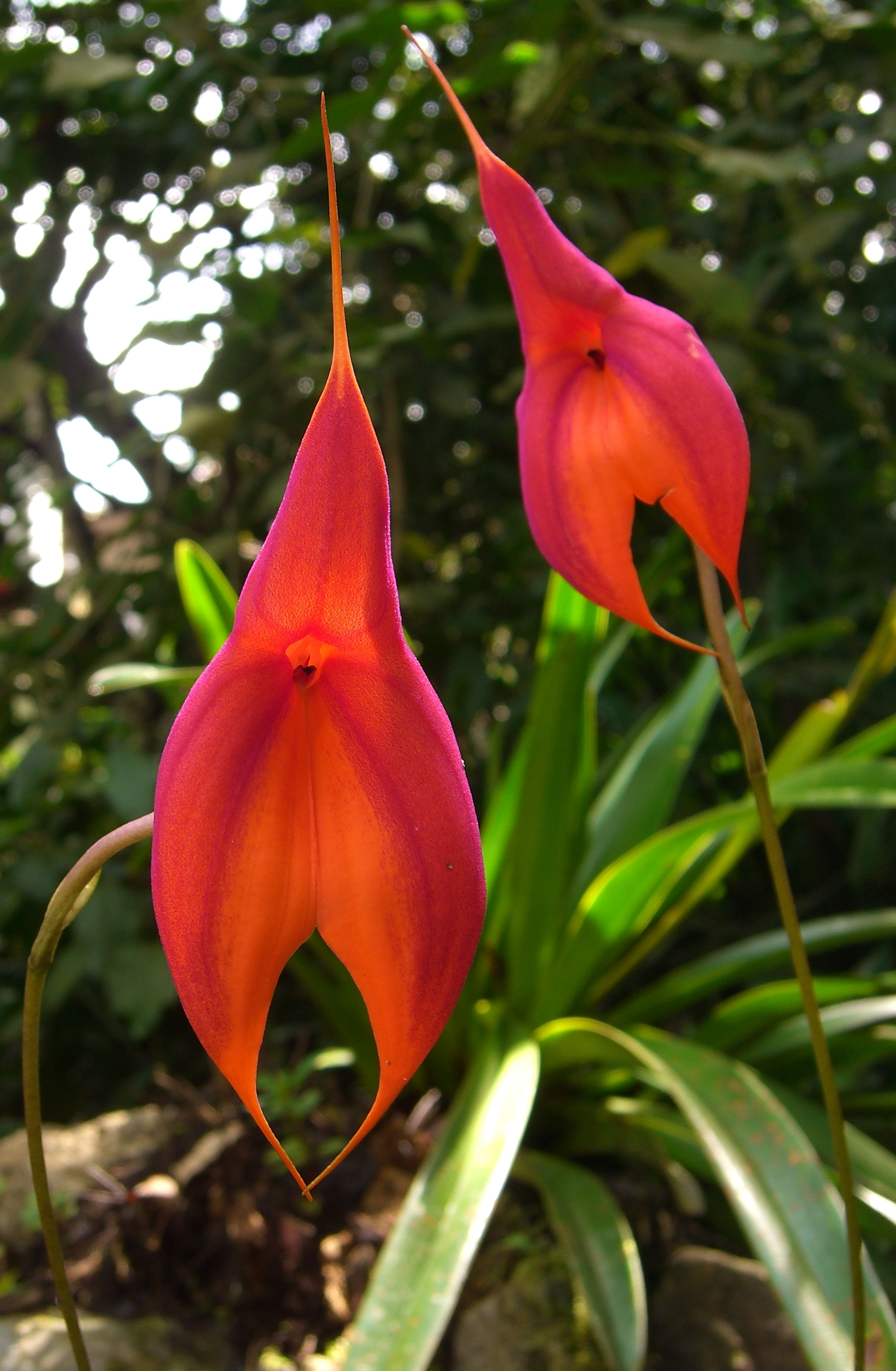
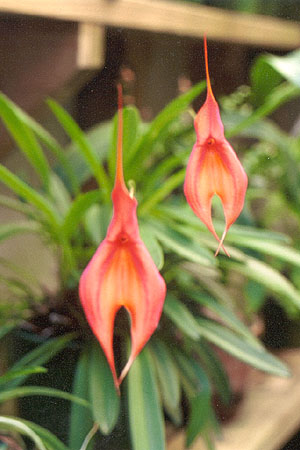
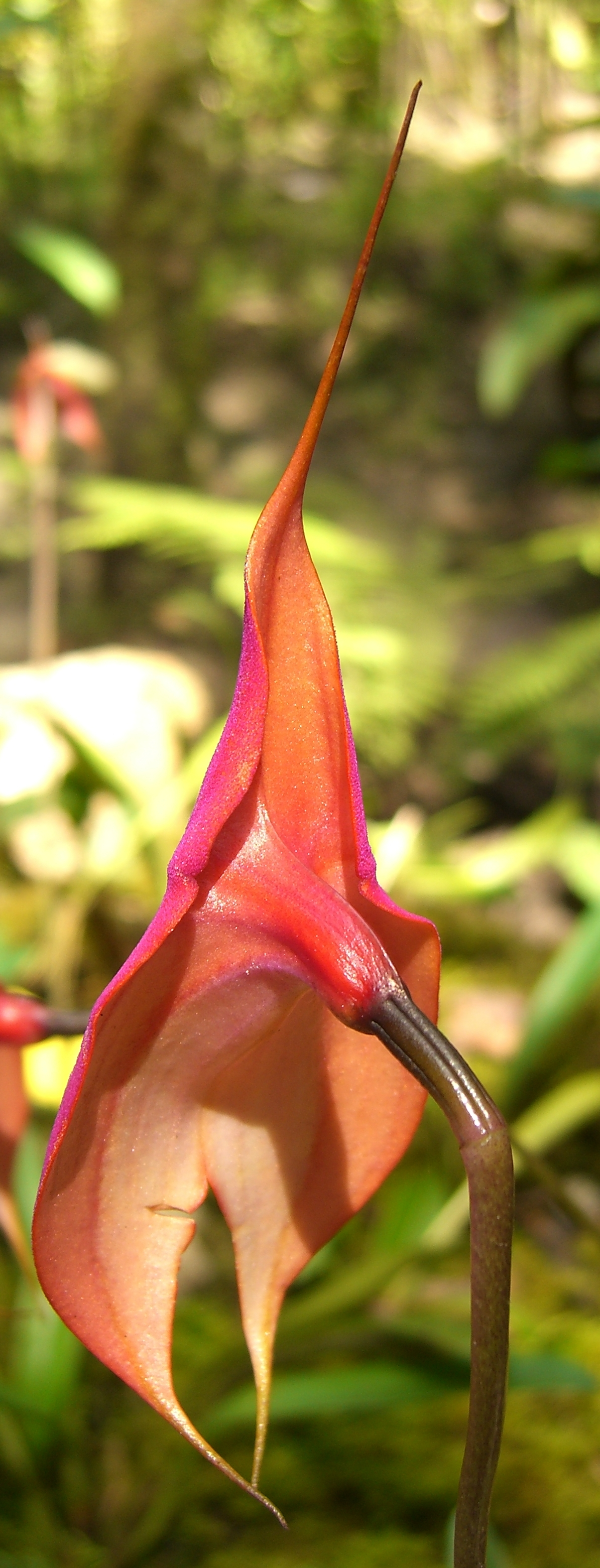
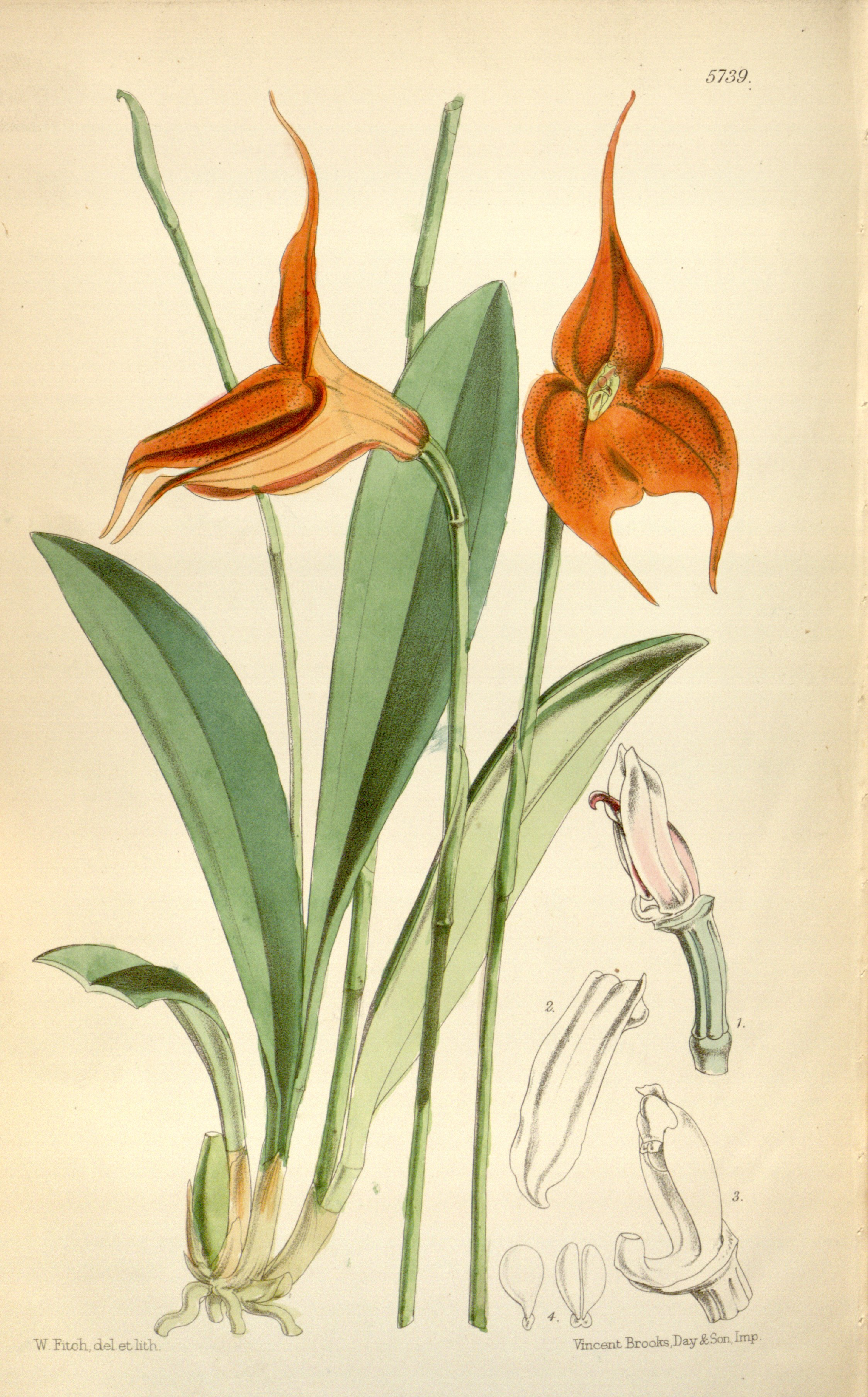
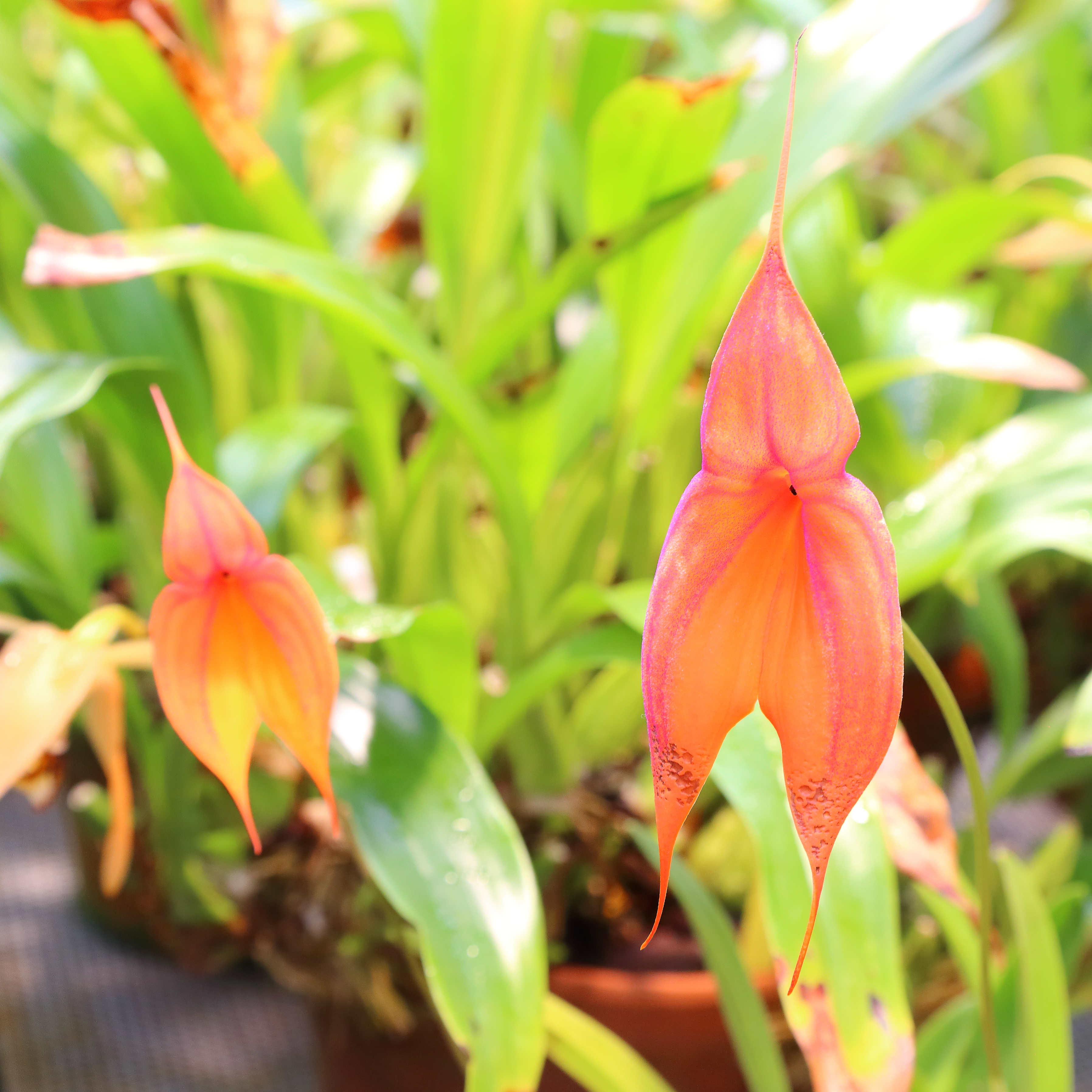